# Великомихайловский сельский совет (Покровский район)
Великомихайловский сельский совет (укр. Великомихайлівська сільська рада) — входит в состав
Покровского района
Днепропетровской области
Украины.
Административный центр сельского совета находится в 
с. Великомихайловка.

## История
- 1919 — дата образования.

## Населённые пункты совета
- с. Великомихайловка
- с. Вороное
- с. Лесное
- с. Малиевка
- с. Новосёловка
- с. Орестополь
- с. Сосновка
- с. Хорошее
- с. Январское